# Joy Salinas
Joy Salinas (31 gennaio 1968) è una cantante filippina naturalizzata italiana, specializzata in musica dance.

## Biografia
Appassionata di musica fin da bambina, a 14 anni inizia suonare la chitarra. Negli anni ottanta si trasferisce in Italia e nel 1987 vince un provino per la trasmissione G.B. Show, alla quale partecipa in 7 puntate.
Nel 1989 incide il primo singolo, Paris Night, che ottiene un discreto successo in Francia. Il successo arriva nell'estate del 1991 con il singolo Rockin' Romance, realizzato da Max 'n' Frank Minoia (compositori del brano, il testo è di Vanessa Crane), con cui partecipa al Festivalbar e che nelle prime due settimane dalla pubblicazione in Italia vende 13 000 copie, raggiungendo il 3º posto in classifica. Il brano viene incluso nella colonna sonora del film Abbronzatissimi.
Nel frattempo esce l'album d'esordio dal titolo Joy Salinas, che contiene anche il brano The Mistery of Love, canzone inclusa nella colonna sonora del film Vacanze di Natale '91.
Nel 1992 dalla collaborazione con DJ Herbie nasce il singolo Party Time.
Nel 1993 esce il singolo Bip Bip, composto da Frank Minoia e realizzato da Max 'n' Frank Minoia, che anticipa il secondo album dallo stesso titolo sempre arrangiato e composto da Max 'n' Frank Minoia, dal quale viene estratto anche Hands off. I singoli rimangono per mesi nella classifica dei dischi più venduti e più ballati, e raggiungono rispettivamente il 76º e l'86º posto dei singoli più venduti dell'anno.
Nel 1994 incide i singoli Gotta Be Good (realizzato da Mario Fargetta) e Calling You Love, hit dell'estate 1994, che vede la partecipazione del rapper Kevin Orlando Ettienne
Nel 1995 lancia invece  Let Me Say I Do, composto, realizzato e arrangiato da Frank Minoia..
Il 1997 si apre all'insegna dell'album Dream in Paradise, che include il singolo Give Me a Break, colonna sonora del film Panarea.
Dopo alcuni singoli, Joy Salinas è tornata nel 2013 con un album dal titolo Starlight.

## Discografia

### Album
- 1991 - Joy Salinas
- 1993 - Bip Bip
- 1997 - Dream in Paradise
- 2013 - Starlight

### Singoli
- 1989 - Paris Night
- 1991 - Rockin' Romance
- 1991 - The Mystery Of Love
- 1992 - Stay Tonight
- 1993 - Bip Bip
- 1993 - People Talk
- 1993 - Hands Off (Set Me Free)
- 1994 - Gotta Be Good
- 1994 - Callin' You Love
- 1995 - Let Me Say I Do
- 1995 - Deputy Of Love
- 1996 - Give Me A Break
- 1997 - Dream In Paradise -
- 1998 - Calling You
- 2003 - I Can't Stop
- 2012 - Keeping The Planets
- 2013 - Something You Wanted